# ببرهای تامیل

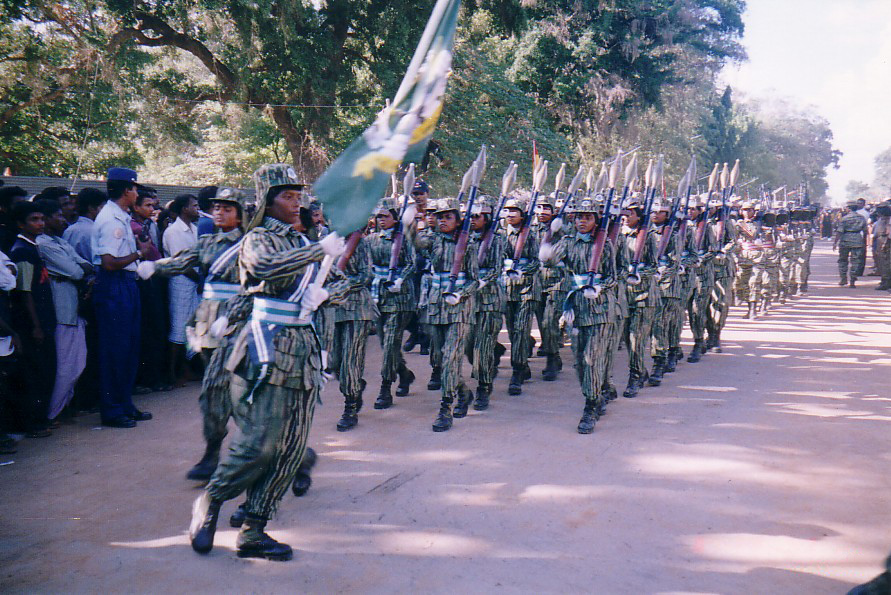
زنانی از گروه ببرهای تامیل در حال رژه

ببرهای آزادی‌خواه تامیل ایلام (به تامیلی: தமிழீழ விடுதலைப் புலிகள்)، معروف به ببرهای تامیل، یک گروه نظامی جدایی طلب در سری‌لانکا بود. این گروه توسط ۳۲ کشور یک گروه تروریستی شناخته شده‌ بود. بر اثر نبرد نیروهای ارتش سریلانکا و ببرهای تامیل ۲۵۰ هزار نفر آواره شدند. این نبرد ها که از سال ۱۹۸۳ جریان داشت، ۷۰ هزار قربانی گرفته‌است.
این گروه در مه سال ۱۹۷۶ برای ایجاد یک ایالت مستقل در شمال و شرق سری‌لانکا پایه‌گذاشته شد و به مرور زمان به یک جنبش خشن تبدیل شد. ببرهای تامیل سال‌ها برای استقلال خود جنگیدند و در این راه افراد بسیاری هم کشته شدند. آن‌ها بعد از ۲۶ سال نبرد نظامی سرانجام تسلیم دولت شدند و سلاح‌های خود را بر زمین گذاشت. آن‌ها در بیانیه اینترنتی خود گفتند:
غیرنظامیان تامیلی قربانی بمباران می‌شوند و از بیماری و گرسنگی رنج می‌برند. راه دیگری پیش روی ما نیست، جز اینکه سلاح‌هایمان را زمین بگذاریم.
و در پایان نیز روز دوشنبه، ۱۸ مه ۲۰۰۹ (۲۸ اردیبهشت ۱۳۸۸)، تلویزیون دولتی سری‌لانکا به نقل از منابع نظامی این کشور گزارش کرد که مقاومت شورشیان مسلح تامیل که در محاصره نیروهای دولتی بودند به‌طور کامل در هم شکسته و ولوپیلای پرابهاکاران، رهبر سازمان ببرهای آزادیبخش تامیل ایلام، در جریان این نبرد نهایی کشته شده‌است. 

## پیشینه
جنگ‌های داخلی سری‌لانکا یکی از طولانی‌ترین جنگ‌های داخلی تاریخ معاصر بود که از سال ۱۹۷۲ آغاز شد و بالاخره در ماه مه ۲۰۰۹ بعد از شکست جدایی‌طلبان تامیل به پایان رسید. سازمان ملل می‌گوید دست‌کم ۱۰۰ هزار نفر در این جنگ‌ها کشته و صدها هزار نفر دیگر مجروح یا بی‌خانمان شده‌اند.
شکل‌گیری مقاومت تامیل یا «ببرهای تامیل» با خواست آن‌ها برای تشکیل یک دولت مستقل در شمال این کشور همراه بود. پاسخ دولت، اعدام‌های قانونی، شکنجه، ناپدید شدن‌ها و استفاده از بمب‌های خوشه‌ای و سلاح‌های شیمیایی علیه آن‌ها بوده‌است. در پاسخ، ببرها هم دست به خشونت‌هایی مانند بمب‌گذاری‌های انتحاری و آدم‌ربایی زدند.
ببرهای تامیل قوی‌ترین و پیشرفته‌ترین جنبش ضد دولتی در دنیا به‌شمار می‌آمدند. آن‌ها می‌توانستند با هواپیما به مواضع دولتی حمله کنند، ماهواره‌ها را مورد هجوم الکترونیک قرار داده از کار بیندازند، و توانایی زیادی در جنگ‌های چریکی داشتند. ببرهای تامیل علاوه بر بعد نظامی در بعد سیاسی، اقتصادی، فرهنگی و اجتماعی نیز برای خود تشکیلات مهمی دست وپا کرده بودند. سازمان سیاسی آن‌ها توانسته بود شبه دولتی برای خود درست کنند و در بعد اقتصادی هم بانک‌ها و نهادهای اقتصادی آن‌ها در شهرها و مناطق تحت سلطه‌شان فعال بود. رادیو، تلویزیون و مدارس تحت نظر رهبران ببرها نیز تا آخرین روز به حیات خود ادامه داد.
مقام‌های سریلانکا می‌گویند ۱۱ هزار عضو پیشین شورشیان تامیل را در اردوگاه‌های بازپروری قرار داده و ۶۳۰ نفر دیگر را در این برنامه‌ها قرار خواهند داد. کمیته بین‌المللی صلیب سرخ اجازه ورود به این اردوگاه‌ها را ندارد و برخی از دولت‌ها و طرفداران حقوق بشر از این برنامه‌ها ابراز نگرانی کرده‌اند. اما دولت سریلانکا مدعی است این برنامه‌ها موفقیت‌آمیز بوده‌اند.